# Akifumi Ootani
Akifumi Ootani ist ein japanischer Mediziner und Zellbiologe und einer der Pioniere der Organoid-Forschung, speziell für Darmzellen.
Ootani promovierte in Medizin (M.D.) an der Universität Saga (Medizinische Hochschule) in Japan. Er erhielt auch einen Ph.D. 2004 forschte er als Post-Doktorand in der Abteilung Innere Medizin an Organoiden für den Darm und trat in Kontakt mit dem Hämatologen Calvin Kuo von der Stanford University. Schon vor dem Kontakt mit Kuo etablierte er dort ein Darm-Stammzellensystem in vitro. Ab 2005 war er in Stanford in der Abteilung Hämatologie bei Kuo. Er forschte danach in Stanford und war gleichzeitig auch an der Universität Saga tätig.
Daraus entstand eine Arbeit von 2009 mit Calvin Kuo, die mit der gleichzeitigen Arbeit von Hans Clevers und Toshiro Sato als Pionierarbeit in der Organoidforschung gilt. Darin werden Epithelzellen des Darms von Mäusen kultiviert mit Wnt-sensitiven Stammzellen. Während Clevers und Sato die natürlichen Stammzellen in den Krypten der Darmwand benutzten (Einstülpungen der Epithelschichten der Darmwand) betteten Ootani und Kuo zerhackte Darmgewebeproben (darunter auch Stammzellen) direkt in ein dreidimensionales Collagen-Gel ein, die die Mikroumgebung der Darmzellen erhielt. Zusätzlich war ein Luftkontakt nötig (Ootani wollte damit den in der Nährlösung fehlenden Kontakt zu sauerstoffreichen roten Blutkörperchen wie er im Körper vorhanden war ausgleichen). Außerdem wurde wie bei Clevers ein Wnt-Antagonist benutzt und Wachstumsfaktoren zugesetzt (eine Spezialität des Labors von Calvin Kuo). Die Bedeutung von Wnt wurde durch den Post-Doktoranden Frank Kuhnert im Labor von Calvin Klein entdeckt (ein Wnt-Antagonist ließ die Darm-Stammzellen verschwinden). Beide Gruppen konnten das Wachstum mehrere Monate aufrechterhalten.